# Batthyány tér

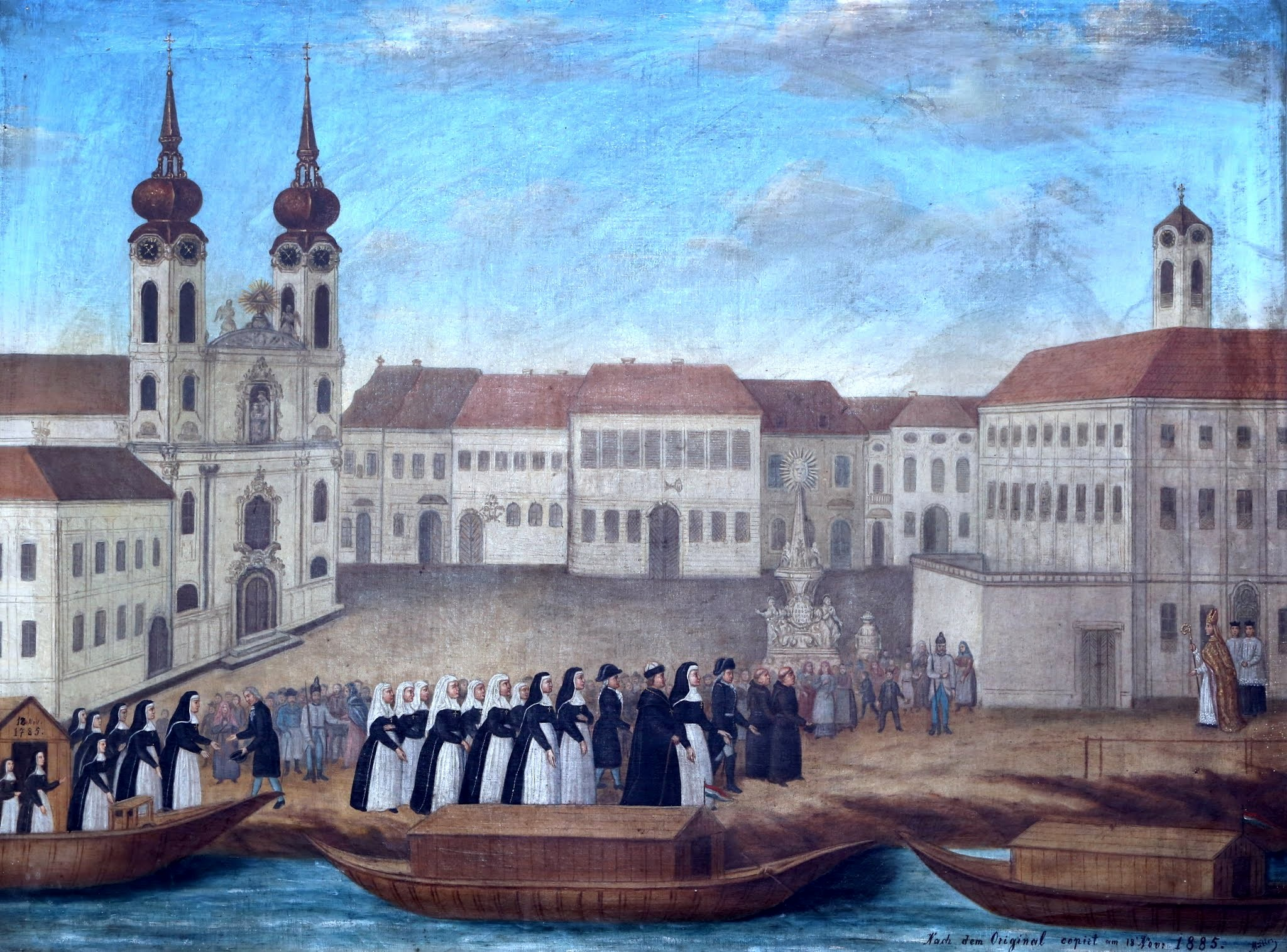
A budai Felsővásártér (a későbbi Batthyány tér) 1785-ben, az Erzsébet-apácák megérkezésekor (egykorú festmény, Budapest, Felsővízivárosi plébánia)

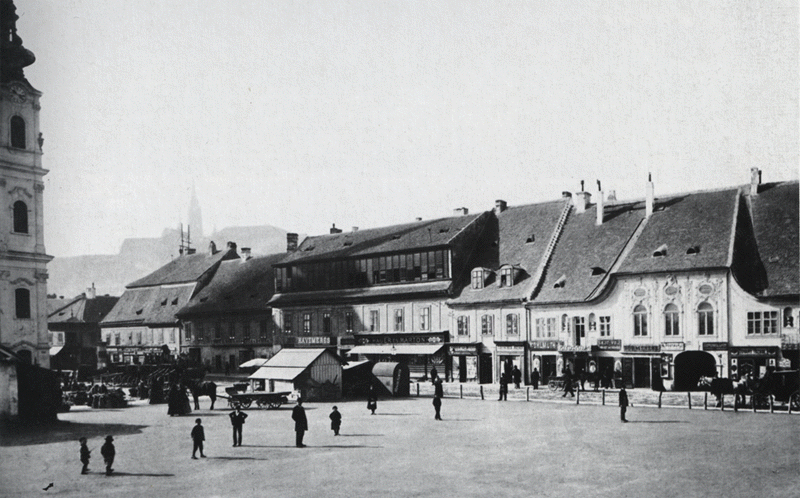
A Bomba tér (a későbbi Batthyány tér) 1886-ban

A Batthyány tér Budapest I. kerületében, a Vízivárosban, a Duna jobb partján található. Fontos tömegközlekedési csomópont. A teret Batthyány Lajos miniszterelnökről nevezték el, az ő szobra is megtalálható a téren.

## Fekvése
Határai: Bem rakpart 28., Fő utca 41., Batthyány utca 2., Markovits Iván utca 1., Fő utca 39., Bem rakpart 27. A Batthyány tér a Duna jobb partján, nagyjából a Kossuth Lajos térrel és az Országházzal szemközt található.

## Története
Korábbi nevei: 1695-től Oberer Markt (Felső piac), 1874-től Bombenplatz (Bomba tér), 1905-től Batthyány tér.
A török uralom után újjáéledő budai Víziváros központjává az a szabad térség vált, amely az ott tartott országos vásárokról a Felsővásártér nevet kapta. Az országút, a vásár és a kikötő fontos hellyé tette, nem véletlenül került oda a Bécs és Buda közötti gyorskocsik állomása sem (ezek emlékét őrzi ma is a szomszédos Gyorskocsi utca neve).
A tér közepén 1724-ben a pestisjárvány után fogadalomból Mária-oszlopot állítottak föl, amely Hörger Antal budai szobrász munkája volt. Miután a 19. században helyén klasszicista, oszlopos tornácos katonai őrház épült, 1834-ben  szoboralakjai nélkül a mai Mária téren állították föl. A katonai őrházban felhalmozott ágyúgolyókról a tér új nevet is kapott: Bomba tér.
A tér szintjét a Duna-part rendezés során (1872) árvízvédelmi okokból feltöltötték, így a régi épületek bejárataihoz ma már néhány lépcsőfokon jutunk csak le. Ekkor az őrházat is lebontották. 1905-ben gróf Batthyány Lajosnak, az 1848. évi első felelős magyar kormány miniszterelnökének tiszteletére Batthyány térnek nevezték el.
A második világháború után, egészen 1960-ig a téren volt a főváros két felét összekötő Kossuth-híd egyik hídfője. Helyét ma a Duna-parton emléktábla jelöli. A híd miatt a téren villamos-végállomást is kialakítottak. A 2-es metró építése miatt az 1960-as években a tér építkezési terület volt, közepét ideiglenes építmények foglalták el. A második világháborúban, illetve az építkezés során megsérült épületeit is csak a metró 1972. évi átadását követően kezdték rendbehozni. Ekkor a tér közepére üvegépületet emeltek, amely a Duna alatt áthaladó metró állomásához és a H5-ös HÉV végállomásához vezet. Ezekkel, villamos- és buszmegállóival, végállomásaival együtt a tér ma is a város egyik fontos közlekedési csomópontja.

## Épületei

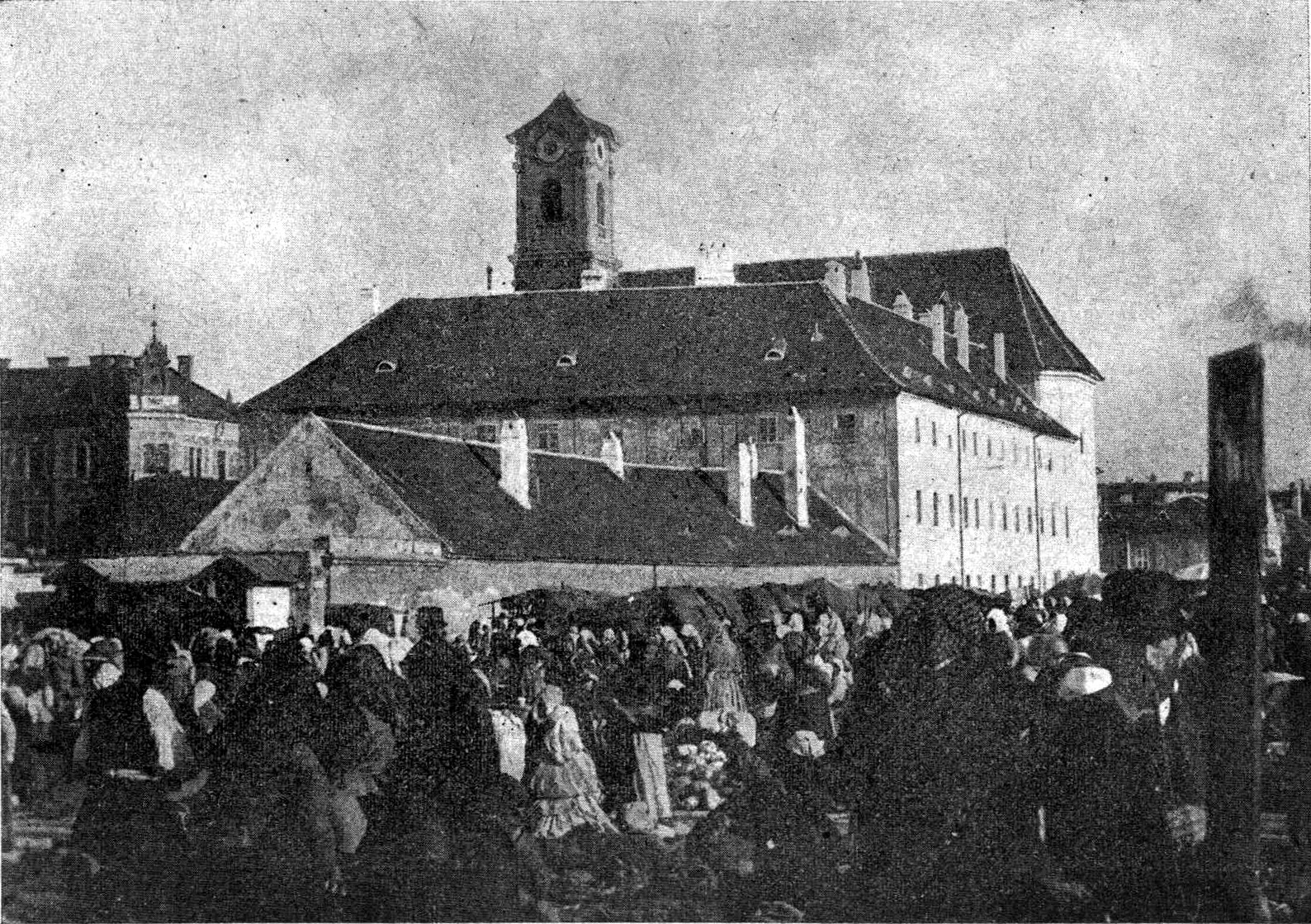
Az Erzsébet-apácák kolostora és kórháza az 1880-as években a Bomba (később Batthyány) tér felől

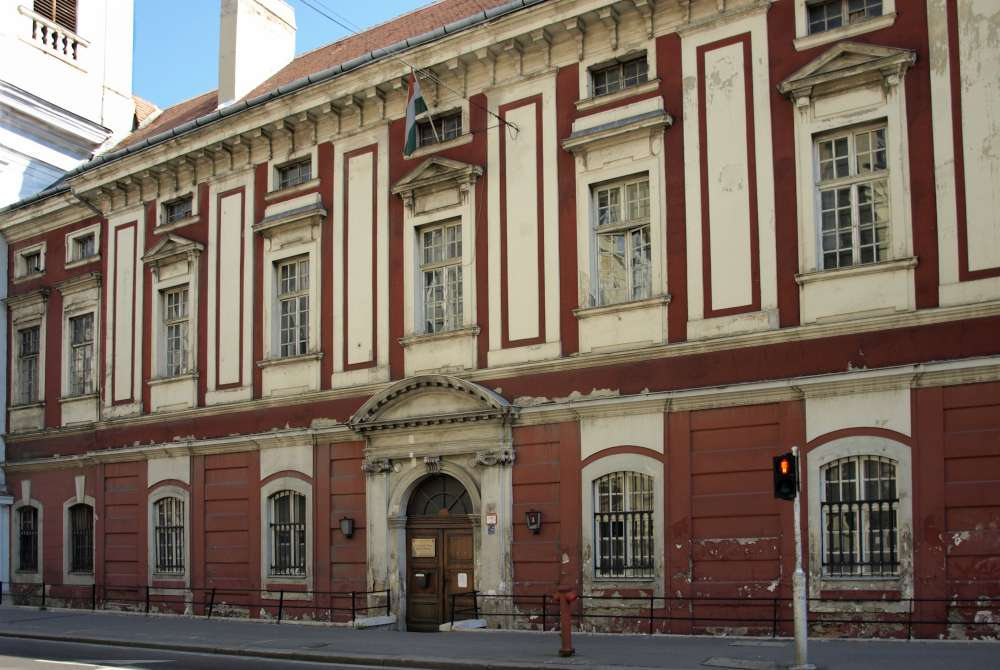
A ferencesek, majd Erzsébet-apácák egykori kolostorának (jelenleg Gondviselés háza) főhomlokzata a Fő utca felé

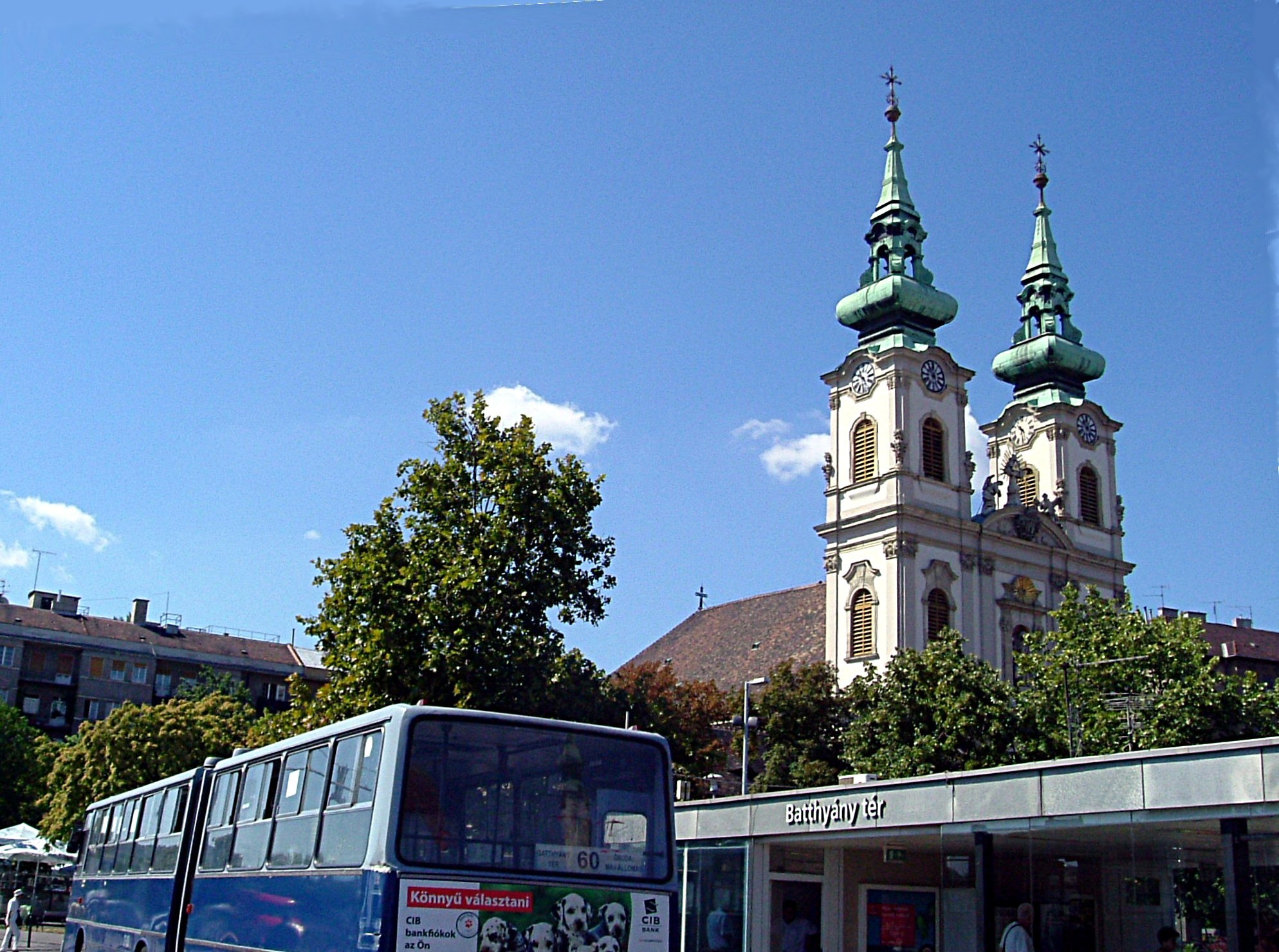
Metróállomás, villamos állomások, busz végállomások, föld alatti HÉV végállomás

- Erzsébet-apácák kolostora és temploma (Szent Ferenc sebei templom), a tér északi oldalán (1. szám). Eredetileg a bosnyák ferencesek kolostora volt, akik közvetlenül Buda visszafoglalása után, már 1686-ban megtelepedtek ezen a helyen. A Szent Ferenc Sebei templomot 1731–1757 között építették barokk stílusban. 1785-ben, miután a ferencesek az országúti ágostonos kolostorba költöztek,  az épületegyüttes a betegápoló Erzsébet-apácák használatába került, és a kolostor egy részét kórházzá alakították. A templom északi oldalán épült föl 1805-re korai klasszicista stílusban a Marczibányi-féle menedékház. A rendház dél felé nyúló kertjét és gazdasági épületeit 1891-ben megszüntették, helyükre részben egy új kórházi szárny épült, részben pedig a piactér foglalta el. Az apácákat a kommunista diktatúra 1950-ben kitiltotta épületeikből, templomukat az egyházmegye vette át, kórházukból állami szociális otthon lett, egy részét pedig a Fővárosi Mérnöki Tervező Vállalat (Főmterv) használta. Miután a rendszerváltozást követően a szerzetesrend visszakapta épületeit, a jogutód Főmterv Zrt. az 1990-es évek végén kiköltözött, az idősek otthona működtetését Gondviselés Háza néven a Magyar Máltai Szeretetszolgálat vette át, a Marczibányi-menházat pedig az apácák rendháza és a budapesti német Szt. Erzsébet katolikus lelkészség számára alakították át.
- Lakóház (2. szám, másik címe: Batthyány utca 2.).  Háromemeletes lakóház, amely Mandl Fülöp bérházaként épült 1897/1898-ban, eklektikus neobarokk stílusban. Tervezője Höfler Lajos építész, kivitelezője Hauszmann Sándor építőmester volt. Bejárata a Batthyány utcáról nyílt, három homlokzata a Gyorskocsi utcára, a Batthyány utcára és a Batthyány térre nézett. Utóbbi nem a korábbi barokk házsorhoz, hanem az 1901-ben elkészült Vásárcsarnokhoz igazodott. A Duna felőli sarkán tetőzete tornyosra volt kialakítva. Budapest 1944-1945. évi ostromában súlyos sérüléseket szenvedett, Gyorskocsi utcai szárnyát egészen lebombázták. Ezután egyszerűbb formában, a vakolatdíszek mellőzésével és a torony nélkül épült újjá. Lebombázott részén sokáig grund volt, majd 1980-ban oda épült az Országos Műszaki Információs Központ és Könyvtár modern raktárépülete.
- Négy évszak ház (3. szám).  Hikisch Kristóf építőmester építette saját maga számára, miután 1793-ban megvásárolta a Jakosevics családtól. Ő maga is itt lakott haláláig, 1809-ig. Kétemeletes, copf stílusú épület. A földszint fölötti övpárkányt négy dombormű díszíti, amelyeken puttók jelenítik meg a négy évszakot. 1956-ban Várnai Dezső tervei szerint újították föl. 2008 őszén tulajdonosa, az I. kerületi (Budavári) Önkormányzat ismét fölújította, ekkor homlokzata szürke helyett fehér és rózsaszín színű vakolatfestést kapott.
- Fehér Kereszt fogadó háza (4. szám). Helyén korábban két ház állt. A 18. század közepén a déliben működött Falk Pál "Fehér kereszt" fogadója, az északiban Meinhardt Károly mézeskalácssütő mester tulajdona volt. 1766-ban Falk fia, Ferenc József megvette a mézeskalácssütő házát és a két épületet egységes koncepció szerint építtette át, rokokó stílusban. A Fehér Kereszt a város egyik legforgalmasabb fogadója volt, mivel a gyorskocsi-állomás mellett feküdt. 1783-ban és 1784-ben a Budára érkező II. József császár is itt szállt meg. Nagytermében (amely a homlokzat három nagy ablaka révén kívülről is észrevehető) hangversenyeket, színielőadásokat és nagy táncmulatságokat tartottak. A 19. század elején azonban megszűnt, attól kezdve lakóházként szolgál. 1816-ban Diestinger József ácsmester vette meg, és még abban az évben Eckermann József építőmesterrel a Gyorskocsi utcai szárnyat háromemeletesre építette ki. A Budapest 1944-1945. évi ostromában megrongálódott épületet 1954 és 1957 között Borsos László tervei szerint újították föl. Az 1980-1990-es években az épület földszintjén működött a Casanova bár, aminek a neve utalás volt a városi legendára, miszerint Casanova annak idején járt volna a környéken.[1]
- Lakóház (5. szám). Kétemeletes, manzárdtetős lakóház, neobarokk stílusban épült, föltehetően 1900 után, mert homlokzata a szomszédos vásárcsarnokhoz igazodik, nem a tér régebbi házaihoz. Földszintjén a 20. század végén a Csarnok Söröző, a 21. század elejétől a „Nagyi palacsintázója” étterem működik.

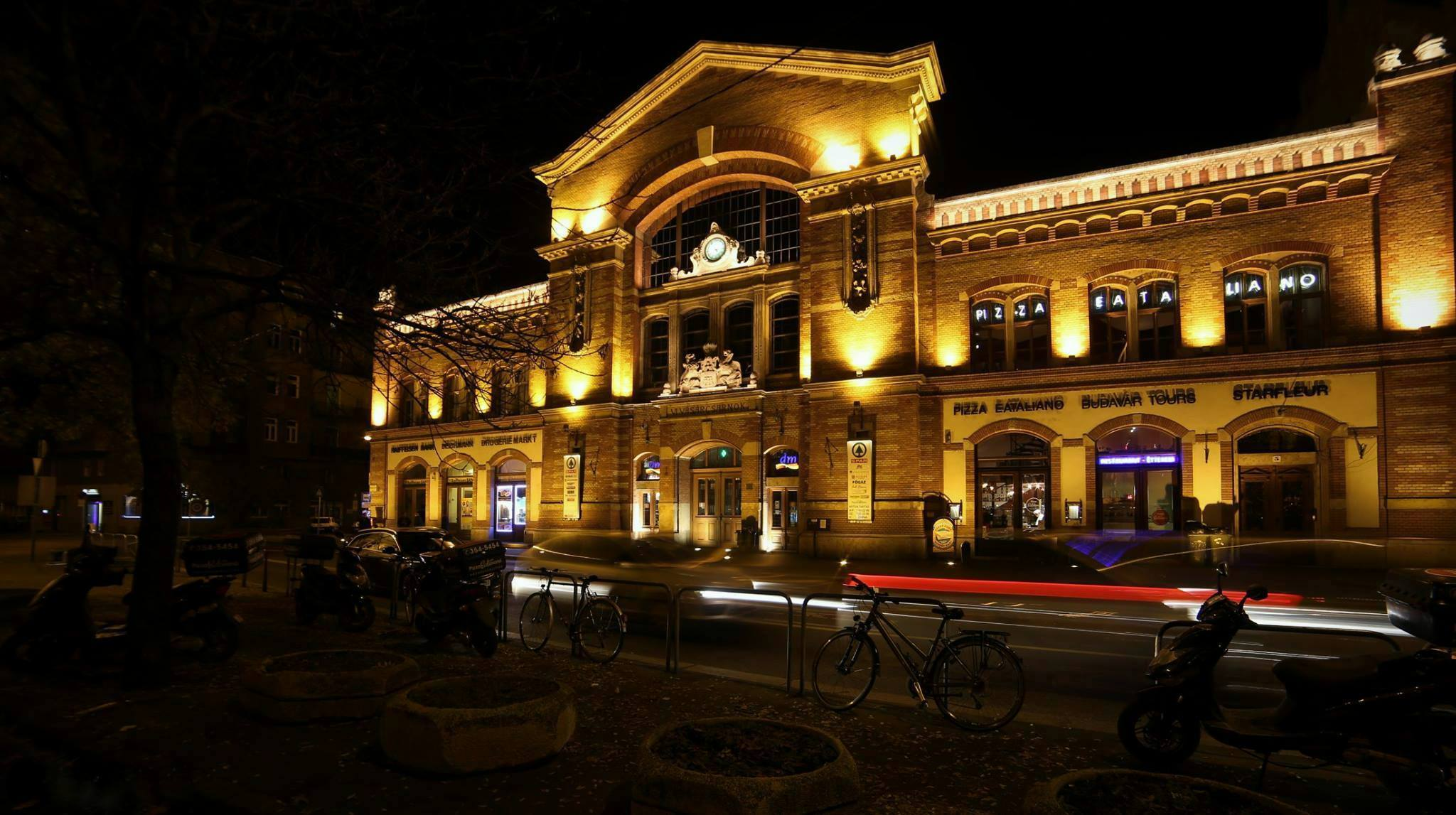
Vásárcsarnok

- Vásárcsarnok (6. szám). Helyén a 19. század végéig barokk házak sorakoztak, köztük délen a postaház, ahonnan a gyorskocsik indultak, északon pedig „a Barna Oroszlánhoz” címzett fogadó, amelyet 1833 után tímárműhellyé alakítottak át. A VI. számú fővárosi vásárcsarnok 1900–1902 között épült föl. Terveit Klunzinger Pál készítette a Székesfővárosi Mérnöki Hivatalban, aláírói Krátky János, Máltás Hugó és Heuffel Andor voltak. Acélszerkezetű tetejét a Schlick-gyár építette. Elkészültekor a tető egységes teret fedett le, csak oldalt helyezkedtek el galériák. A galérián működött a nagybani virágpiac. 1974 és 1976 között Kangyal Miklós terve alapján szintmegosztással kétszintes bevásárlóközponttá alakították. Az emeleten Közért áruházat hoztak létre, a földszinten elöl pedig kisebb élelmiszerboltok kaptak helyet. Némi piac-jellegű rész csak az árkádok alatt maradt meg, ahol zöldség- és gyümölcskereskedők voltak. Utoljára 2003-ban újították föl, amikor 15 évre a Spar kereskedelmi vállalat vette bérbe. Ekkor a földszinten Spar élelmiszerüzlet, az emeleten pedig kisebb boltok és ügyfélszolgálati irodák kaptak helyet. Az árkádokat megszüntették, helyükön bankot és éttermet alakítottak ki.

- Szent Anna-plébániatemplom és plébániaház (7. szám). A Víziváros plébániatemploma 1740 és 1761 között, Hamon Kristóf, majd Nöpauer Máté helyi építészek vezetésével épült föl az elődjéül szolgáló kápolna telkén. A templomhoz kelet felől csatlakozó – több részletben felépült – plébániaépületet főként a barokk lépcsőház teszi értékessé. 1724-től a plébániát vezető jezsuiták rezidenciája volt, majd a 18. század végén és az 1730-as években déli irányba tovább bővítették. A plébánián szolgált 1735-1736-ban másodkáplánként Faludi Ferenc jezsuita költő. Ezt az épület északkeleti sarkán emléktábla is hirdeti.

## Köztéri szobrok

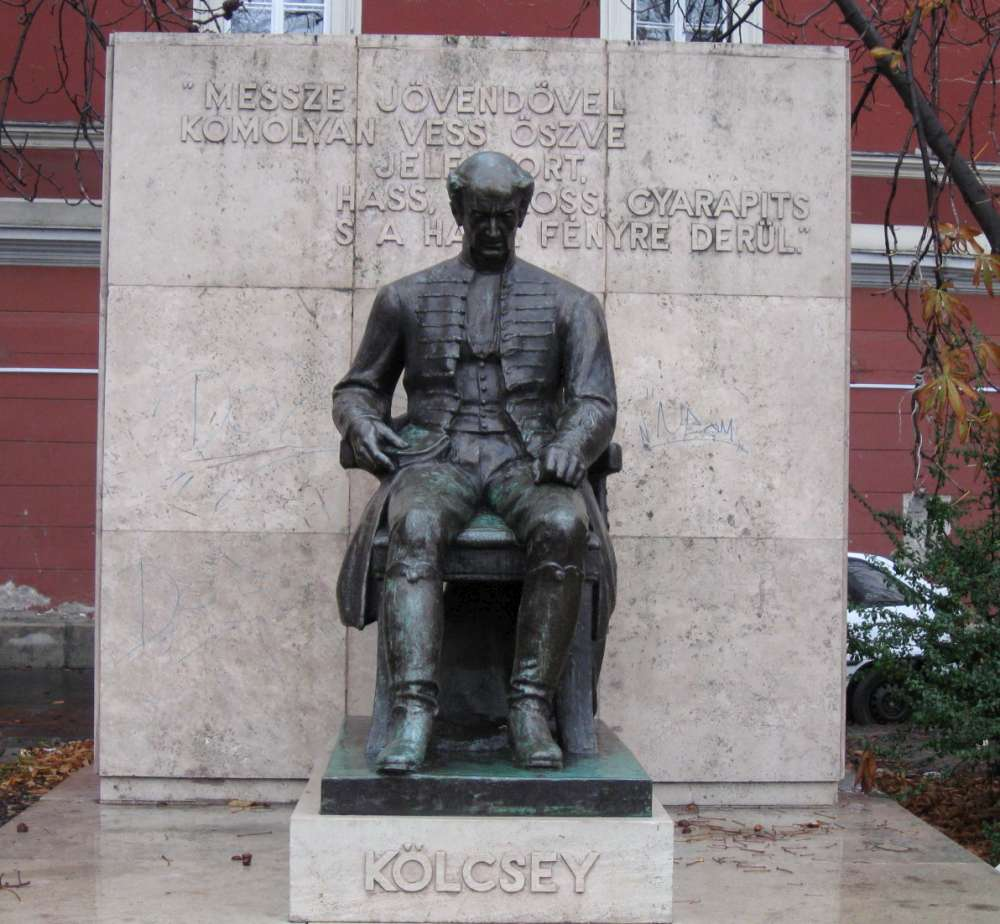
Kölcsey Ferenc szobra

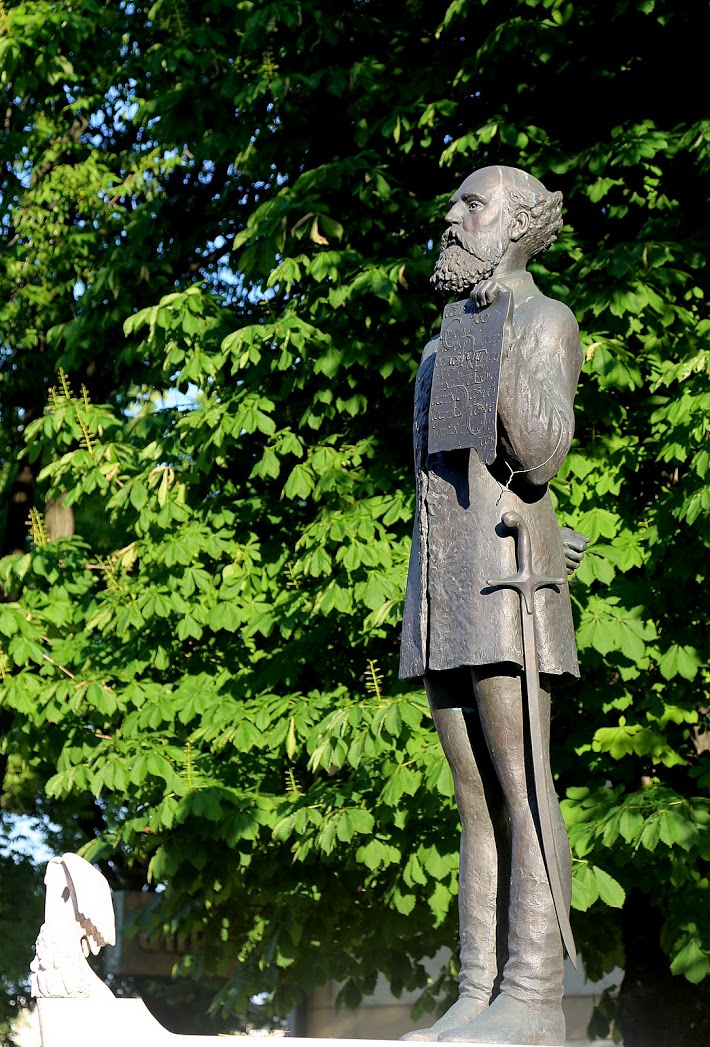
Batthyány Lajos szobra

- Kölcsey Ferenc, a Himnusz költője szobra (az Erzsébet-apácák kórháza előtt). Kallós Ede szobrászművész 1897-ben Nagykárolyban fölállított (és 1919-ben a román katonaság által összetört) szobrának másolata, amely az eredeti gipsz kisminta alapján 1939-ben készült. A szobor Kölcseyt ülő helyzetben, kezében nyitott könyvvel ábrázolja, és eredetileg 1,85 méter magas vörös márvány talapzatról tekintett le a járókelőkre. A metró Batthyány téri állomásának építése miatt 1950-ben lebontották, és csak 1974-ben került vissza a térre, de eredeti posztamense helyett a járószintre, egy alig 20 cm magas talapzatra helyezték. Így ma nem az őt szemlélőkre tekint, hanem úgy tetszik, mintha búsan maga elé, a földre meredne. Ekkor építették a szobor mögé a márványborítású támfalat is (amely a metró szellőzőjét takarja). Ezen a Kölcsey „Huszt” című versének zárósorai olvashatók: „Messze jövendővel komolyan vess összve jelenkort, hass, alkoss, gyarapíts s a haza fényre derül.”
- Batthyány Lajos miniszterelnök szobra (a felsővízivárosi plébánia épülete előtt). Stremeny Géza szobrászművész alkotása, környezetét Török Péter tájépítész tervezte. A Batthyány születésének 200. évfordulóján, 2007-ben megtartott emlékévre készült, de ünnepélyes fölavatása csak 2008. április 15-én volt, miniszterelnöki protokollal, de a közönség teljes kizárásával. A szobor Batthyány Lajos személyes bátorságát és egyenességét emeli ki. Úgy ábrázolja őt, amint éppen Bécsbe érkezik (ezt sugallja a hajóorrot idéző posztamens), hogy elfogadtassa az uralkodóval az 1848. évi áprilisi törvényeket. Ezért mutatja föl hitvallását: „törvény”, „igazság”, „jog” és e szavak töredékei olvashatók az általa fölmutatott papíron. A fehér márvány posztamens ormán a Batthyány család címerállata, a fiókáit önmaga vérével tápláló pelikán látható. A címer vésett domborműként is fölkerült a posztamens bal oldalára, a másik oldalra pedig Batthyány Lajos 1848. évi miniszterelnöki pecsétjének képét vésték.

## Közösségi közlekedés
A tér fontos tömegközlekedési csomópont. A második világháború utáni években, 1946-ban és 1947-ben itt volt az 5-ös, a 72-es és a 72A, majd 1947-től 1953-ig a 69-es villamos végállomása, ugyanis a Kossuth híd budai és a pesti hídfőjéhez ideiglenes villamos-végállomás épült, de előbbi a metróépítés miatt a híd lezárása előtt megszűnt. 
1972-ben adták át az M2-es metró és az H5-ös HÉV Batthyány téri földalatti állomásait. Ekkor került ide a 19-es villamos, majd 2003-ban a 41-es villamos végállomása. Az 1960-as évekig a villamosvonalak folytatódtak északra a Margit-híd felé, kapcsolatot teremtve a 17-es villamos vonalával, de ezt a kapcsolatot 1972-ben, az H5-ös HÉV föld alatti meghosszabbítása miatt elbontották. 2016. január 16-ától budai fonódó villamoshálózat kiépítése részeként újra jár villamos ezen az útvonalon.
A térről indulnak a 11-es, a 39-es és a 111-es autóbuszok, az éjszakai órákban a 990-es busz áll itt meg.

## Légi felvételek

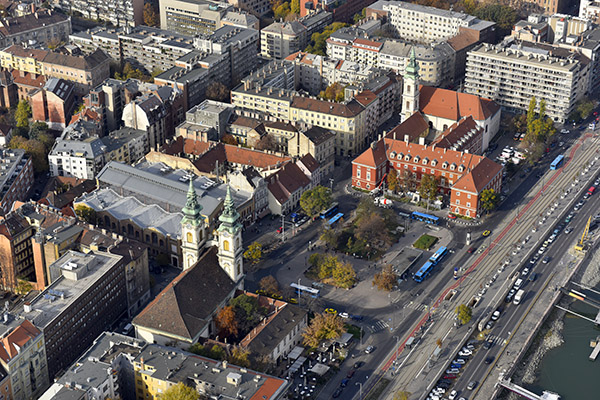
A Batthyány tér légi felvételen
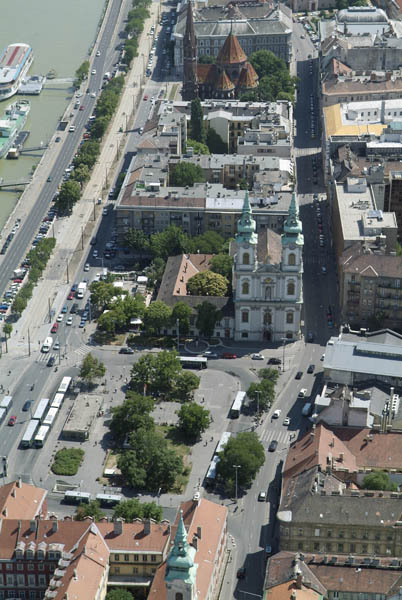
A Batthyány tér légi fotón